# История штата Вашингтон
История штата Вашингтон начинается около 13 000 лет назад, в момент засления территории штата первыми людьми (палеоиндейцами). Впоследствии этот регион стал самым населённым на всём севере континента. В 1774 году побережье Вашингтона посетил первый европеец, испанец Хуан Перес. В 1790-х годах было подписано несколько Конвенций в Нутке, которые лишили Испанию эксклюзивного права на заселение этой земли. В 1805 году Вашингтон посетила экспедиция Льюиса и Кларка. С 1818 по 1846 год США и Великобритания вели споры о границах Орегона. В 1846 году Британия отказалась от претензий на Вашингтон и он формально стал частью США как Территория Орегон. В 1853 году была выделена отдельная Территория Вашингтон. Множество поселенцев приезжало работать на лесопилках штата; в 1851 году был основан город Сиэтл. В 1855 году в регионе было обнаружено золото, что усилило приток мигрантов и привело к трём войнам с местными индейцами. В годы Гражданской войны территория находилась под влиянием Демократической партии и симпатизировала Югу, но никак не участвовала в войне.
После войны в регион переехало множество китайских мигрантов, что вызвало протесты местного населения и привело к нескольким расовым бунтам. 11 ноября 1889 года Вашингтон стал 42-м штатом США. Его первым губернатором стал Элайша Ферри.

## Доколониальный период
Археологические данные свидетельствуют о том, что Тихоокеанский Северо-Запад был одним из первых населённых районов Северной Америки. Костяной наконечник стрелы, найденный  в ребре Мастодонта Маниса, (Mammut americanum) датируется возрастом 13 900 лет. О взаимодействии человека с этим мастодонтом свидетельствуют кости со спиральными переломами, отщепы, снятые с длинной кости, и кости со следами порезов
На территории Вашингтона были найдены кости животных и людей возрастом до 13 000 лет. Находки в пещере Мармс на полуострове Олимпик датируются приблизительно 9000 годом до н. э., через 3000—5000 лет после масштабного разлива реки Колумбия, в результате которого образовался каньон реки Колумбия.
По оценкам антропологов, до прихода евроамериканцев в этом регионе существовало 125 отдельных северо-западных племён и 50 языков и диалектов. По всему региону залива Пьюджет-Саунд прибрежные племена использовали богатые природные ресурсы региона, питаясь в основном лососем, палтусом, моллюсками и китами. Кедр был важным строительным материалом, из него племена строили как жилища, так и большие каноэ. Одежда также изготавливалась из коры кедровых деревьев. Племена реки Колумбия стали самыми богатыми из племён Вашингтона благодаря контролю над водопадами Селило, исторически самым богатым местом ловли лосося на Северо-Западе. Эти водопады на реке Колумбия, к востоку от современного города Те-Далс, штат Орегон, были частью пути, по которому миллионы лососей шли на нерест. Наличие частного богатства у более агрессивных прибрежных племён способствовало гендерному разделению, так как женщины играли видную роль в качестве торговцев, а мужчины участвовали в войнах и захвате пленников с другими племенами. Восточные племена, называемые племенами плато, выживали за счёт сезонной охоты, рыбалки и собирательства. Работа в племени среди индейцев плато также была разделена по половому признаку: и мужчины, и женщины отвечали за равные части продовольственных запасов.
К основным племенам прибрежных районов относятся чинук, лумми, квинолт, мака, килеут и снухомиш. Племена плато включают кликитат, кайюсе, нез-персе, оканоган, палус, спокан, венатчи и якама. Сегодня в Вашингтоне насчитывается более 20 индейских резерваций, самая большая из которых принадлежит племени якама.
В Озетте, в северо-западном углу штата, древняя деревня была накрыта грязевым оползнем, возможно, вызванным землетрясением около 500 лет назад. Было найдено и каталогизировано более 50 000 хорошо сохранившихся артефактов, многие из которых сейчас выставлены в культурном и исследовательском центре племени макаха в Неа-Бей. Другие места также показали, как давно здесь жили люди. Лезвия кварцевых ножей размером с ноготь большого пальца, найденные в местечке Хоко Ривер возле залива Клаллам, предположительно имеют возраст 2 500 лет.

## Европейская колонизация

### Первые исследования
Первая европейская запись о высадке на побережье Вашингтона была сделана в 1774 году испанцем Хуаном Пересом. Спустя год испанский капитан Дон Бруна де Хекета на корабле «Сантьяго», входившем в состав флотилии из двух кораблей вместе с кораблём «Сонора», высадился недалеко от устья реки Куино и предъявил права на прибрежные земли вплоть до российских владений на севере.
В 1778 году британский исследователь капитан Джеймс Кук обнаружил мыс Флэттери у входа в пролив Хуан-де-Фука. Но сам пролив был обнаружен только в 1787 году Чарльзом Уильямом Баркли, капитаном корабля «Имперский орёл». Баркли назвал его в честь Хуана де Фука. Испано-британские Нуткские конвенции 1790-х годов положили конец исключительности Испании и открыли северо-западное побережье для исследователей и торговцев из других стран, наиболее важными из которых были Великобритания, Россия и США. Дальнейшие исследования пролива были проведены испанскими исследователями Мануэлем Куимпером в 1790 году и Франсиско де Элизой в 1791 году, а затем британским капитаном Джорджем Ванкувером в 1792 году. Капитан Ванкувер закрепил за Британией этот пролив и назвал воды к югу от Такомского пролива Пьюджетс-Саунд в честь Питера Пьюджета, который был лейтенантом, сопровождавшим его в экспедиции Ванкувера. Позже это название стало использоваться и для вод к северу от Такомского узла. Ванкувер и его экспедиция составляли карту побережья Вашингтона с 1792 по 1794 год.
Капитан Роберт Грей (в честь которого назван округ Грейс-Харбор) открыл устье реки Колумбия в 1792 году, назвав реку в честь своего корабля «Колумбия» и позже наладив торговлю шкурками морской выдры. Экспедиция Льюиса и Кларка под руководством президента Томаса Джефферсона вошла в штат с востока 10 октября 1805 года. Меривезер Льюис и Уильям Кларк были удивлены отличиями индейских племён Тихоокеанского Северо-Запада от тех, с которыми они столкнулись ранее в ходе экспедиции, отметив, в частности, возросший статус женщин как среди прибрежных племён, так и среди племён плато. Льюис предположил, что равенство женщин и пожилых людей с мужчинами связано с более равномерным распределением экономических ролей.
Канадский исследователь Дэвид Томпсон интенсивно исследовал реку Колумбия, начиная с 1807 года. В 1811 году он стал первым европейцем, который прошёл по всей длине реки до Тихого океана. По пути он разместил уведомление в месте впадения реки Снейк, в котором утверждалось, что эта земля принадлежит Великобритании, и говорилось о намерении Северо-Западной компании построить здесь форт. Впоследствии недалеко от современного города Уолла-Уолла, штат Вашингтон, был основан торговый пост Форт Нез Персес. Уведомление Томпсона было найдено асторианцами, искавшими возможность основать внутренний меховой пост. Оно способствовало тому, что Дэвид Стюарт от имени Американской тихоокеанской пушной компании выбрал более северное место для своих операций — форт Оканоган.
К тому времени, когда в 1830-х годах сюда прибыли поселенцы, в результате многовековой практики раннеевропейских торговцев пушниной, вступавших в брак с женщинами коренных американцев, здесь выросла популяция метисов (смешанная раса). До того, как в 1830-х годах на эту территорию начали переселяться европейские женщины, нередко торговцы искали себе в жены женщин метисов. В 1775 году испанские исследователи Хекета и Квадра высадились в этом пункте и заявили о своих правах на эту территорию. Они были первыми европейцами, ступившими на землю штата Вашингтон.

### Американо-британские споры
Американские интересы в этом регионе росли в рамках концепции манифестации судьбы. Испания уступила Соединённым Штатам свои права к северу от 42-й параллели по договору Адамса-Ониса 1819 года (но не владение, что было запрещено условиями Нуткинских конвенций).
Британия имела давние коммерческие интересы через компанию Гудзонова залива и хорошо налаженную сеть фортов для торговли пушниной вдоль реки Колумбия в так называемом Колумбийском округе. Их штаб-квартира находилась в форте Ванкувер на территории современного Ванкувера, штат Вашингтон.
По договору 1818 года, заключённому по итогам войны 1812 года, Великобритания и США установили 49-ю параллель в качестве границы на запад до Континентального водораздела Скалистых гор, но договорились о совместном контроле и занятии территории Орегона. В 1824 году Россия подписала соглашение с США, признав, что не имеет претензий к югу от 54-40 северной широты, а в 1825 году Россия подписала аналогичный договор с Великобританией.
Совместная оккупация была возобновлена, но на годичной основе в 1827 году. В конце концов, рост напряжённости между американскими поселенцами, прибывшими по Орегонской тропе, и торговцами пушниной привёл к пограничному спору по Орегону. 15 июня 1846 года Великобритания уступила свои претензии на земли к югу от 49-й параллели, а США — к северу от той же линии, на современной границе между Канадой и США, в соответствии с Орегонским договором.
В 1848 году была создана территория Орегон, включающая современные штаты Вашингтон, Орегон и Айдахо, а также части штатов Монтана и Вайоминг. Территория Вашингтон, включавшая Вашингтон и части Айдахо и Монтаны, была образована из территории Орегон в 1853 году. В 1872 году арбитражный процесс разрешил пограничный спор, возникший в результате Войны из-за свиньи, и установил границу между США и Канадой через острова Сан-Хуан и острова Персидского залива.